# 拉法乌·布莱哈奇
拉法乌·布莱哈奇（波蘭語：Rafał Blechacz，发音：[ˈrafaw ˈblɛxat͡ʂ]  试听；1985年6月30日—），波蘭古典鋼琴家。他在2005年的第十五届蕭邦國際鋼琴比賽中獲得首獎，并包揽最佳玛祖卡、最佳波蘭舞曲和最佳協奏曲三项特别奖。

## 外部連結
- 拉法乌·布莱哈奇的Discogs页面（英文）
- 官方网站
- Rafal Blechacz Performed in Warsaw - NPR 18OCT2006 （页面存档备份，存于）
- Rafal Blechacz recorded Chopin's two Piano Concertos - NPR 14FEB2010 （页面存档备份，存于）
- Rafał Blechacz （页面存档备份，存于） at culture.pl